# Komi (go)
Pour les articles homonymes, voir Komi.
Le komi ou komidashi en japonais (noté en katakana コミ ; deom (덤) en coréen, tiezi  en chinois) est un concept relativement récent du go. C'est une compensation en points accordée au joueur blanc pour contrebalancer le désavantage que représente le fait de jouer en second. Au go (contrairement aux échecs), ce sont habituellement les noirs qui commencent et les victoires s'obtiennent généralement aux points (et non par échec et mat d'un des adversaires).
Historiquement, le komi est récent : pendant des siècles, on a joué sans aucune compensation. De plus, sa valeur a évolué au cours des ans, et même actuellement, il n'est pas identique dans tous les pays : il s'élève à 6,5 points au Japon et en Corée, mais à 7,5 points en Chine et en France.
Le komi a été calculé sur la base d'analyses statistiques des résultats de plusieurs dizaines de milliers de parties. Les calculs semblent montrer que la compensation de 6,5 points est équitable. La même source indique qu'un komi de 7,5 ne crée pas de distorsion dans le cas où l'on utilise la règle chinoise.

## Histoire
Le désavantage de Blanc, qui joue en second, est connu depuis longtemps, mais avant la période moderne, celui-ci n'était pas compensé en termes de points. La méthode la plus fréquente pour équilibrer les chances des deux joueurs consistait simplement à jouer plusieurs parties de suite, en échangeant les couleurs.
Le système de compensation, appelé komi, a été progressivement introduit dans le go professionnel  au Japon, pendant les années 1930. La valeur correcte du komi a été réévaluée plusieurs fois au fil des années, notamment à cause des progrès théoriques de l'ouverture au go, qui ont augmenté l'avantage d'avoir le trait.
Les premiers komi étaient de 2,5 ou 3 points seulement, avant d'être augmentés à 4,5, puis 5,5 points. L'utilisation de valeurs en demi-point permet d'éviter les parties nulles : en fin de partie, l'un des joueurs gagne forcément d'au moins un demi-point, qui est le plus petit écart de points possibles au go.
Le komi de 5,5 points a été utilisé assez longtemps, mais des études statistiques récentes ont montré que cela ne compensait pas suffisamment le désavantage de Blanc. Avec l'apparition des bases de données modernes, la réalisation de statistiques est devenue plus facile, et le komi de 5,5 points donne 53 % de chances de victoires à Noir, que ce soit au niveau professionnel ou amateur.
Le komi a donc été relevé au Japon de 5,5 points à 6,5 points. Certains pays, dont la Chine et la France, utilisent une valeur de komi de 7.5 points.

## Parties à handicap
Le jeu sans komi, à cause du désavantage pour Blanc, est considéré comme un jeu à handicap, et il est en général utilisé par des joueurs qui ont une différence de force d'un seul rang de niveau (par exemple un premier dan contre un deuxième dan).
Dans les parties avec pierres de handicap, les blancs commencent et  le komi est réduit à un demi-point. Ce komi d'un demi-point a simplement pour but d'empêcher les matchs nuls. Il n'est donc plus possible de faire jigo (égalité), même dans une partie à handicap.

## Valeurs courantes
Bien que le komi de 6.5 points soit le plus répandu depuis 2007, chaque pays, association ou tournoi peut fixer sa propre valeur :
- Au Japon, les tournois officiels ont un komi à 4,5 points dès 1939 puis de 5,5 points en 1974, et la Nihon Ki-in a finalement opté pour une valeur de 6,5 à partir de septembre 2002[2].
- En Corée, le komi était habituellement de 5,5, mais il est maintenant de 6,5.
- En Chine, la valeur la plus fréquente était de 5,5 points, mais 7,5 points est maintenant standard. À cause de la façon de compter les points en règle chinoise, la différence entre un komi de 6,5 et de 7,5 points influe très rarement sur le résultat de la partie.
- Aux États-Unis ou en France, le komi est désormais de 7,5 points, après avoir été longtemps de 5,5 points.

### Mise aux enchères
La difficulté de déterminer précisément la valeur correcte du komi peut être contournée avec un système de komi aux enchères : par exemple, l'un des joueurs choisit le komi et l'autre choisit alors la couleur avec laquelle il va jouer. Ce système est cependant critiqué car il introduit une nouvelle phase de jeu, de « négociation » orale entre les deux joueurs, et son emploi reste marginal.